# Bezirksrabbinat Heidelberg
Das Bezirksrabbinat Heidelberg entstand 1827 in Heidelberg in Baden und war eines von 15 Bezirksrabbinaten, die auch als Bezirkssynagogen bezeichnet wurden. Ab 1875 wurden von Heidelberg auch die Rabbinatsbezirke Ladenburg und Sinsheim betreut.
Die Bezirksrabbinate waren dem Oberrat der Israeliten Badens unmittelbar unterstellt. Vorsteher waren der Bezirksrabbiner und der Bezirksälteste. In Angelegenheiten des Rabbinatsbezirks mussten einmal jährlich alle Ortsältesten gehört werden. Der Bezirksrabbiner führte den Vorsitz.

## Aufgaben
Die Aufgaben umfassten den Vollzug der landesherrlichen Verordnungen, die Verkündigung und den Vollzug der Verordnungen der Oberkirchenbehörde, Beratungen über Schulangelegenheiten, die Verwaltung von Stiftungen und die Verteilung von Almosen. Zur Finanzierung der Bezirksrabbinate wurden Umlagen von den einzelnen jüdischen Gemeinden bezahlt.

## Gemeinden des Rabbinatsbezirks
- Jüdische Gemeinde Baiertal
- Jüdische Gemeinde Dossenheim
- Jüdische Gemeinde Großsachsen
- Jüdische Gemeinde Handschuhsheim
- Jüdische Gemeinde Heidelberg
- Jüdische Gemeinde Hemsbach
- Jüdische Gemeinde Hockenheim
- Jüdische Gemeinde Ketsch
- Jüdische Gemeinde Laudenbach (Bergstraße)
- Jüdische Gemeinde Leimen (Baden)
- Jüdische Gemeinde Leutershausen (Bergstraße)
- Jüdische Gemeinde Lützelsachsen
- Jüdische Gemeinde Meckesheim
- Jüdische Gemeinde Nußloch
- Jüdische Gemeinde Reilingen
- Jüdische Gemeinde Rohrbach (Heidelberg)
- Jüdische Gemeinde Sandhausen
- Jüdische Gemeinde Schwetzingen
- Jüdische Gemeinde Tairnbach
- Jüdische Gemeinde Weinheim
- Jüdische Gemeinde Wiesloch
- Jüdische Gemeinde Walldorf (Baden)

## Bezirksrabbiner
- 1827 bis 1870 Salomon Fürst
- 1872 bis 1889 Hillel Sondheimer
- 1899 bis 1930 Hermann Pinkuss
- 1930 bis 1936 Fritz Pinkuss
- 1936 bis 1938 Ulrich Steuer